# Szilárd Bogdánffy
Szilárd Ignác Bogdánffy fue un obispo auxiliar de la Iglesia Católica de Satu Mare y Oradea en la Iglesia Latina. El 30 de octubre de 2010, fue proclamado beato en una ceremonia celebrada en la Basílica de Santa María, Oradea, Rumania, siendo reconocido como un mártir de la época comunista.

## Biografía
Szilárd Bogdánffy nació el 21 de febrero de 1911 en la aldea de Feketetõ, parte en ese entonces del distrito de Torontal, Imperio austrohúngaro; hoy en día llamado Crna Bara, cerca de la ciudad de Kikinda, distrito de Banat del Norte, provincia autónoma de Voivodina, Serbia. Vivió allí con su familia hasta 1925. Fue bautizado en la parroquia de Čoka a la que pertenecía su pueblo, y donde su padre era un cantor.

### Estudio y sacerdocio
Bogdánffy fue a la escuela primaria de Crna Bara, hasta 1925 cuando la familia Bogdánffy se mudó a Timişoara, una ciudad en la parte oriental del Banato. Allí fue a la escuela secundaria de los escolapios. Después de su examen final, fue aceptado en el seminario sacerdotal de la diócesis de rito latino de Oradea. Fue ordenado sacerdote por el obispo de Oradea Stefan Fiedler el 29 de junio de 1934. Continuó sus estudios en la Universidad de Budapest, donde obtuvo su doctorado en filosofía y dogmática (con una tesis sobre el "Apocalipsis en los Evangelios Sinópticos").
A su regreso a Rumania, se convirtió en profesor del seminario católico en Oradea y confesor en el convento de Ursulinas en la ciudad. En 1939, fue seguido por los servicios secretos rumanos por supuesta actividad anti-rumana. Durante la Segunda Guerra Mundial - debido a que estaba escondiendo a judíos - fue interrogado por el húngaro fascista „Nyílás”.

### Obispo en secreto
Después del fin de la guerra, la nueva dirección comunista rumana inició una campaña en contra de los cristianos (especialmente contra los católicos). Como consecuencia de ello, la Santa Sede permitió la consagración secreta de los obispos. El Dr. Szilárd Bogdánffy fue consagrado como obispo de Oradea de los latinos y obispo auxiliar de Satu Mare el 14 de febrero de 1949 por Gerald Patrick O’Hara, Regente de la Nunciatura Apostólica en Bucarest. 
El nuevo obispo fue arrestado y encarcelado solo dos meses después. Anteriormente había sido abordado en varias ocasiones por los representantes del régimen, con la solicitud que él dirigiera una "iglesia independiente rumana, sin vínculos con el Vaticano" a lo que él se negó rotundamente.
Hasta su muerte, pasó cuatro años como prisionero en varias prisiones en toda Rumania, incluyendo el campo Capul-Midia. Cayó gravemente enfermo, siendo afectado por las malas condiciones y torturas regulares. En la prisión de Aiud, el obispo católico de Lugoj, Ioan Ploscaru dijo que el obispo Bogdánffy era "humilde y sereno, siempre dispuesto a ayudar a sus compañeros de sufrimiento." A pesar de tener una neumonía grave, el médico de la prisión se negó a darle los medicamentos alegando que no era digno de ellos. Murió en confinamiento solitario el 3 de octubre de 1953, en la prisión de Aiud, Rumania.

## Beatificación
Su beatificación tuvo lugar el 30 de octubre de 2010, en Oradea. Una masa de 200 sacerdotes, 42 obispos y dos cardenales concelebraron y durante la misma predicó Péter Erdő, azrobispo de Esztergom-Budapest, Presidente del Consejo de las Conferencias Episcopales Europeas. La misma ceremonia de beatificación fue presidida por el cardenal y arzobispo Angelo Amato, Presidente de la Congregación para las Causas de los Santos. Es el primer católico martirizado durante el régimen comunista en Rumanía en ser elevado al honor de los altares.